# Kurt Huber
Kurt Huber (Coira, 24 ottobre 1893 – Monaco di Baviera, 13 luglio 1943) fu un membro del gruppo antinazista della Rosa Bianca.

## Biografia
Nato in Svizzera da genitori tedeschi e polacchi, la sua famiglia si trasferì a Stoccarda quando Kurt aveva quattro anni. Frequentò il Ginnasio a partire dal 1913.
Dopo la morte del padre seguì la madre che si stabilì a Monaco di Baviera. Qui, grazie ad uno spiccato talento artistico, studiò musicologia, ma anche psicologia e filosofia. Ottenne il dottorato nel 1917, diventando professore associato nel 1920.
Sposatosi con Clara Schlickenrieder nel 1929, proseguì la sua carriera accademica interessandosi particolarmente alle musiche popolari della Baviera e viaggiando in Europa alla ricerca di materiali musicali della tradizione balcanica, francese e spagnola.

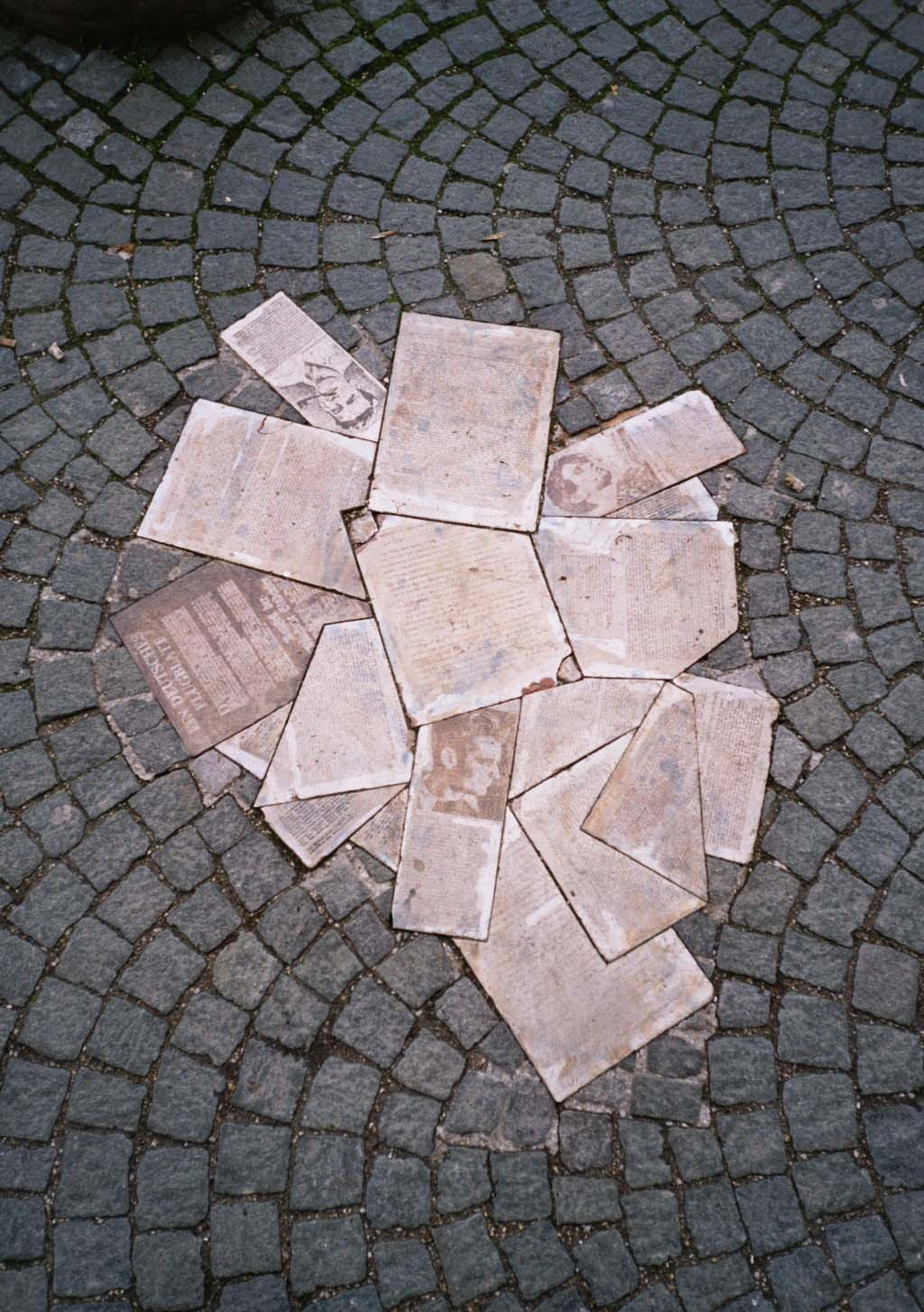
Monumento che ricorda il volantinaggio della Rosa Bianca di fronte all'Università Ludovico Massimiliano a Monaco di Baviera.

Anche con l'avvento del nazismo continuò la sua tranquilla professione accademica, ma i resoconti che i suoi studenti gli facevano a proposito delle atrocità commesse in Polonia e Russia lo impressionarono profondamente. Alla fine del 1942 venne contattato dai membri della "Rosa Bianca", tutti studenti che seguivano le sue lezioni universitarie. In particolare venne avvicinato da Hans Scholl e Alexander Schmorell.
Impressionato dalla sconfitta tedesca a Stalingrado, Huber aderì al gruppo divenendo autore principale del sesto volantino.
Il 27 febbraio 1943 venne arrestato e processato il 19 aprile dello stesso anno. Roland Freisler, il tristemente noto giudice nazista, umiliò Huber insultandolo durante il processo farsa e cercando di distruggerne l'onorabilità. Ciononostante Huber trovò il coraggio di rispondere a tono infondendo coraggio e forza ai giovani membri della "Rosa Bianca" che venivano processati insieme a lui.
Benché gli fosse giunta notizia che l'università aveva annullato i suoi titoli accademici alla notizia dell'arresto, mantenne un comportamento dignitoso e sereno.
Sino al giorno dell'esecuzione si dedicò al libro che stava scrivendo sul filosofo Gottfried Leibniz. Il 13 luglio 1943 venne ghigliottinato insieme con Alexander Schmorell nella prigione di Monaco. La sua famiglia, in particolare la moglie Clara, nei mesi successivi subì ulteriori vessazioni dalla Gestapo, venendo interrogata in occasione di un successivo processo contro Hans Leipelt, altro resistente vicino alla "Rosa Bianca". L'ultima umiliazione per la vedova, come ricorda Wittenstein, fu dover attendere per sette anni, dopo la caduta del nazismo, la pensione del marito. La legge tedesca infatti considerò legittimo il licenziamento del professore.